# تي د. جاكس
تي د. جاكس (بالإنجليزية: T. D. Jakes)‏ هو كاتب ومؤلف وقسيس أمريكي، ولد في 9 يونيو 1957 في ساوث تشارلستون في الولايات المتحدة.

## وصلات خارجية
- الموقع الرسمي
- تي د. جاكس على موقع IMDb (الإنجليزية)
- تي د. جاكس على موقع ميوزك برينز (الإنجليزية)
- تي د. جاكس على موقع بوكس أوفيس موجو (الإنجليزية)
- تي د. جاكس على موقع إن إن دي بي (الإنجليزية)
- تي د. جاكس على موقع ديسكوغز (الإنجليزية)
- تي د. جاكس على موقع قاعدة بيانات الفيلم (الإنجليزية)